# Ecotoxicology
Ecotoxicology ist eine wissenschaftliche Fachzeitschrift, die vom Springer-Verlag veröffentlicht wird. Derzeit erscheint die Zeitschrift mit acht Ausgaben im Jahr. Es werden Arbeiten aus der Umwelt- und Ökotoxikologie veröffentlicht.
Der Impact Factor der Zeitschrift lag im Jahr 2018 bei 2,460.